# 曹彥
曹彥（？—249年），譙國譙縣人，曹真之子，曹爽之弟。
魏帝曹芳即位後，曹爽以大將軍輔政，任命他為散騎常侍，出入宮禁。正始十年（249年），與曹爽等隨同曹芳祭掃高平陵，司馬懿乘機發動政變，控制洛陽，將他免職。不久，以謀反罪將曹彥斬首，夷滅三族。